# Kevonones
Kevonones is een geslacht van hooiwagens uit de familie Cosmetidae.
De wetenschappelijke naam Kevonones is voor het eerst geldig gepubliceerd door Chamberlin in 1925. 

## Soorten
Kevonones omvat de volgende 4 soorten:
- Kevonones chamberlini
- Kevonones irazus
- Kevonones luteomaculatus
- Kevonones mexicanus